# In Concert 1987: Abigail
In Concert 1987: Abigail koncertni je album danskog heavy metal sastava King Diamond. Diskografska kuća Roadrunner Records objavila ga je 7. prosinca 1990. Snimljen je 1987. tijekom turneje predstavljanja albuma Abigail.

## Popis pjesama
| 1. | »Funeral«                  | 1:56 |
| 2. | »Arrival«                  | 5:47 |
| 3. | »Come to the Sabbath«      | 5:43 |
| 4. | »The Family Ghost«         | 4:25 |
| 5. | »The 7th Day of July 1777« | 4;27 |
| 6. | »The Portrait«             | 4:47 |

| Strana B | Strana B                                      | Strana B | Strana B | Strana B | Strana B | Strana B | Strana B | Strana B | Strana B |
| Br.      | Skladba                                       | Trajanje |          |          |          |          |          |          |          |
| -------- | --------------------------------------------- | -------- | -------- | -------- | -------- | -------- | -------- | -------- | -------- |
| 7.       | »Guitar Solo (Andy)« (instrumentalna skladba) | 3:19     |          |          |          |          |          |          |          |
| 8.       | »The Possession«                              | 4:08     |          |          |          |          |          |          |          |
| 9.       | »Abigail«                                     | 4:28     |          |          |          |          |          |          |          |
| 10.      | »Drum Solo« (instrumentalna skladba)          | 3:26     |          |          |          |          |          |          |          |
| 11.      | »The Candle«                                  | 6:01     |          |          |          |          |          |          |          |
| 12.      | »No Presents for Christmas«                   | 4:22     |          |          |          |          |          |          |          |
| 52:49    |                                               |          |          |          |          |          |          |          |          |

## Zasluge
King Diamond
- King Diamond – vokal, produkcija
- Andy La Rocque – solo-gitara
- Timi Hansen – bas-gitara
- Mikkey Dee – bubnjevi

Dodatni glazbenici
- Michael Moon – solo-gitara

Ostalo osoblje
- Roberto Falcao – produkcija
- V. Polselli – inženjer zvuka (SAD)
- M. Böttzauw – inženjer zvuka (Europa)